# Hypholoma
Hypholoma là một chi nấm trong họ Strophariaceae, thuộc bộ Agaricales. Hypholoma có nghĩa là "nấm có sợi" vì chi này có màng gồm những sợi nhỏ nối mũ nấm với cuống nấm với nhau.

## Danh sách các loài
- H. acutum
- H. aporum
- H. australe
- H. australianum
- H. brunneum
- H. californicum
- H. capnoides
- H. castilloi
- H. confusum
- H. dispersum
- H. elongatum
- H. epixanthum
- H. ericaeoides
- H. ericaeum
- H. eximium
- H. fasciculare
- H. flavorhizum
- H. flavovirens
- H. fragile
- H. frowardii
- H. laeticolor
- H. lateritium
- H. litorale
- H. marginatum
- H. murinacea
- H. myosotis
- H. ornellum
- H. peckianum
- H. peregrinum
- H. perplexum
- H. polylepidis
- H. polytrichi
- H. popperianum
- H. puiggarii
- H. radicosoides
- H. radicosum
- H. rickenii
- H. rubrococcineum
- H. solitarium
- H. subdispersum
- H. subericaeum
- H. subviride
- H. vinosum
- H. xanthocephalum

## Hình ảnh

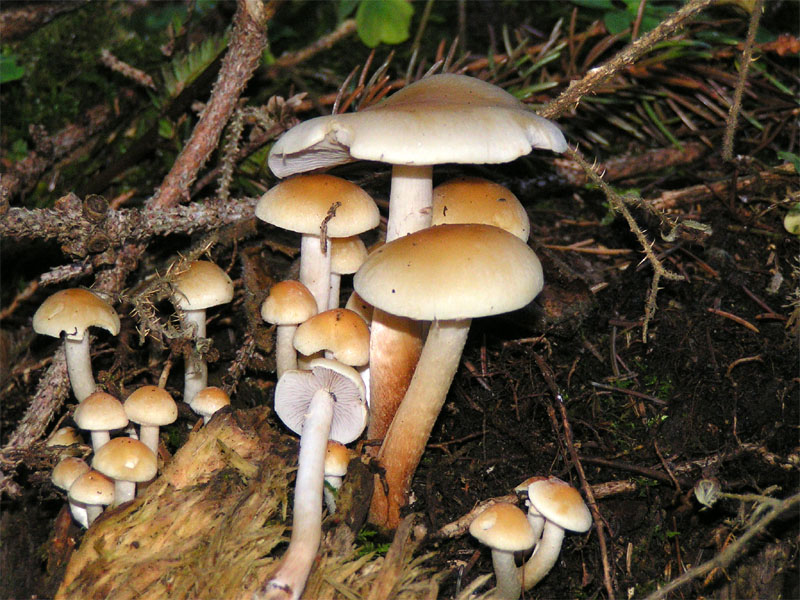
Hypholoma capnoides
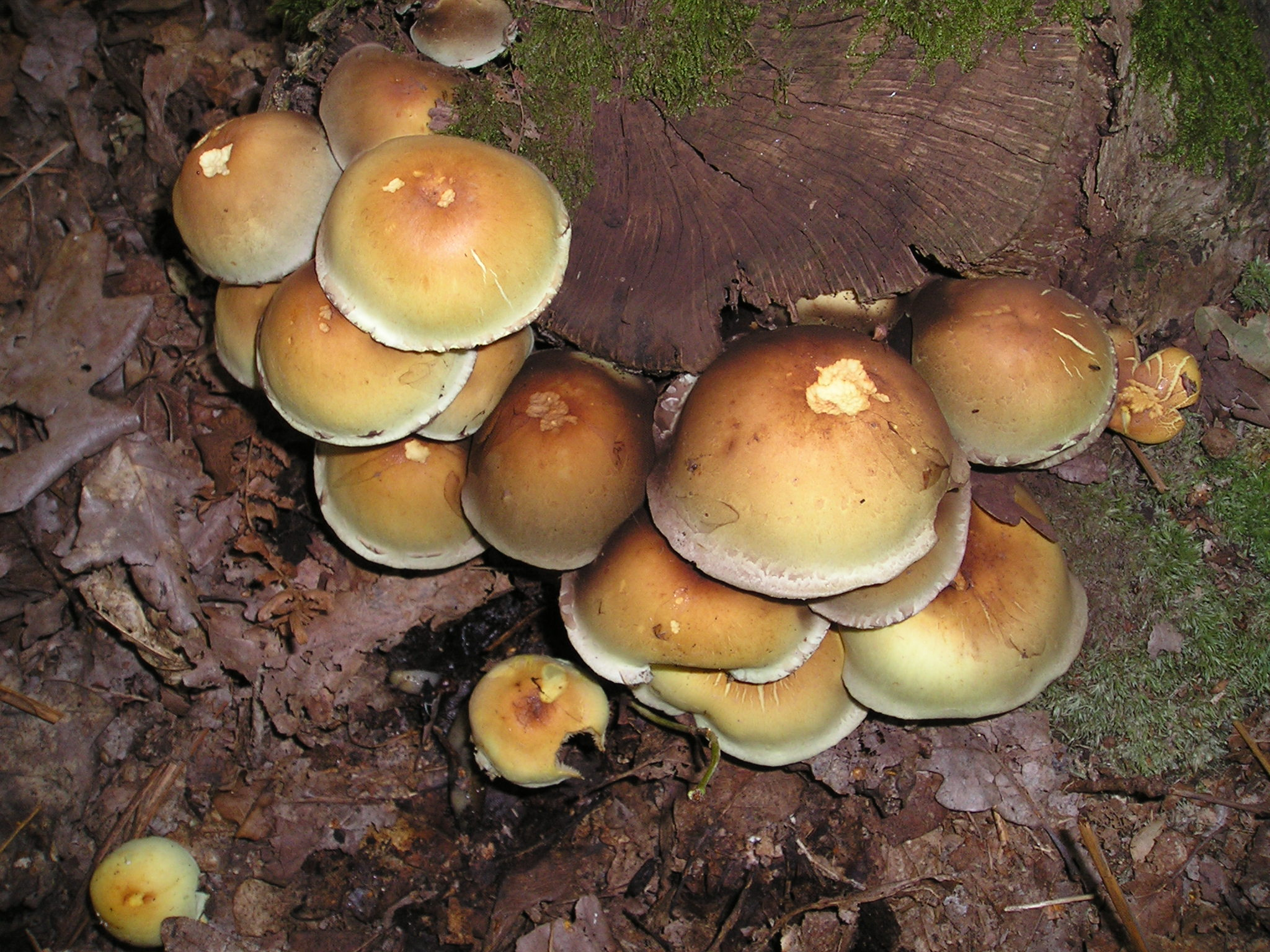
Hypholoma fasciculare
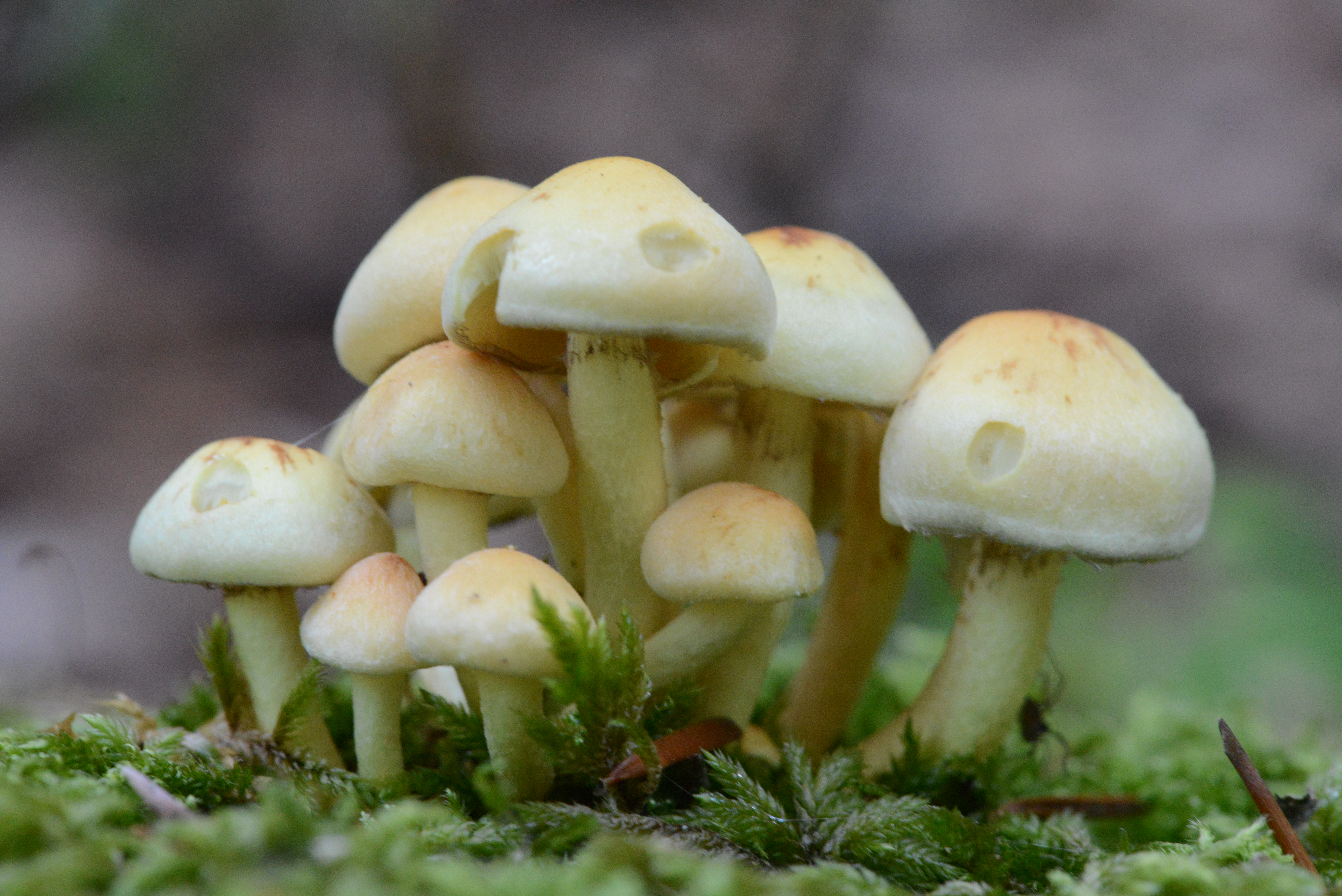
Hypholoma fasciculare
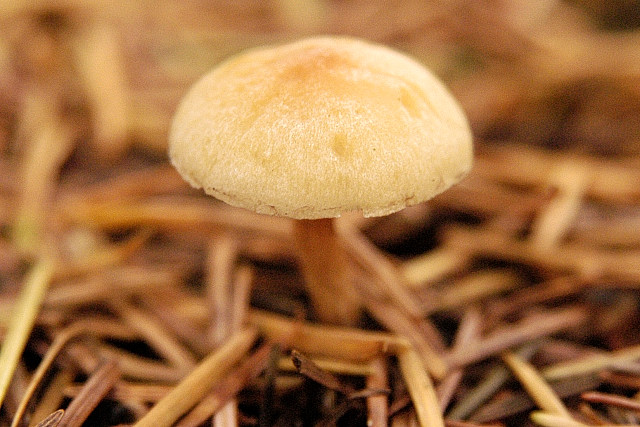
Hypholoma radicosum